# Televisioni locali della Sicilia
Raiway Sicilia 1, Raiway Sicilia 2, Trm, Cominvest e Tgs sono cinque dei multiplex della televisione digitale terrestre presenti nel sistema DVB-T italiano.
Raiway Sicilia 1 e Raiway Sicilia 2 appartengono a Rai Way, società controllata da Rai.
Trm appartiene a Trm.
Cominvest appartiene a Telespazio Tv.
Tgs appartiene a Tgs.

## Copertura
Raiway Sicilia 1 è una rete di primo livello disponibile in tutta la Sicilia.
Raiway Sicilia 2 è una rete di secondo livello disponibile in tutta la Sicilia, eccetto le province di Catania, Messina e Siracusa.
Trm è una rete di secondo livello disponibile nella provincia di Palermo.
Cominvest è una rete di secondo livello disponibile nella provincia di Messina.
Tgs è una rete di secondo livello disponibile nella provincia di Messina.
È inoltre ricevibile un multiplex locale calabrese:
Eitowers Calabria è una rete di primo livello disponibile nella provincia di Messina.

## Frequenze
Raiway Sicilia 1 trasmette sul canale 42 della banda UHF V in tutta la Sicilia.
Raiway Sicilia 2 trasmette sul canale 32 della banda UHF IV in tutta Sicilia, eccetto le province di Catania, Messina e Siracusa.
Trm trasmette sul canale 45 della banda UHF V nella provincia di Palermo.
Cominvest trasmette sul canale 21 della banda UHF IV nella provincia di Messina.
Tgs trasmette sul canale 22 della banda UHF IV nella provincia di Messina.
RL Calabria 1 trasmette sul canale 32 della banda UHF IV nella provincia di Messina.

## Servizi

### Canali televisivi (Raiway Sicilia 1)
| LCN | Canale              | Note       |
| --- | ------------------- | ---------- |
| 10  | ANTENNA SICILIA     | FTA (HDTV) |
| 11  | TELECOLOR           | FTA (HDTV) |
| 12  | TGS                 | FTA (HDTV) |
| 13  | TRM                 | FTA (HDTV) |
| 14  | Video Regione       | FTA (HDTV) |
| 15  | TELERENT 7GOLD      | FTA (HDTV) |
| 16  | TELE ONE            | FTA (HDTV) |
| 17  | Video Mediterraneo  | FTA (HDTV) |
| 18  | REI TV              | FTA (HDTV) |
| 71  | CANALE ITALIA EXTRA | FTA        |
| 77  | CIAK TELESUD        | FTA        |
| 78  | TELESTAR            | FTA (HDTV) |
| 79  | TVA TELENORMANNA    | FTA (HDTV) |
| 81  | 6 SESTARETE TV      | FTA (HDTV) |
| 85  | TRIS                | FTA (HDTV) |
| 87  | TELESUD             | FTA (HDTV) |
| 90  | Tm Telemistretta    | FTA (HDTV) |
| 199 | ETNA CHANNEL        | FTA (HDTV) |

### Canali televisivi (Raiway Sicilia 2)
| LCN | Canale               | Note       |
| --- | -------------------- | ---------- |
| 19  | TVM                  | FTA (HDTV) |
| 75  | CANALE 8             | FTA        |
| 76  | VINTAGE RADIO TV     | FTA (HDTV) |
| 80  | RMK TV               | FTA (HDTV) |
| 82  | RETECHIARA           | FTA        |
| 83  | LA TR3               | FTA (HDTV) |
| 84  | TFN                  | FTA (HDTV) |
| 86  | ALPAUNO              | FTA        |
| 89  | TELEIBLEA            | FTA (HDTV) |
| 91  | TELE 8               | FTA        |
| 93  | VIDEOSICILIA         | FTA (HDTV) |
| 95  | Tele Radio Studio 98 | FTA        |
| 97  | CANALE 97            | FTA (HDTV) |
| 98  | TELE GELA            | FTA (HDTV) |

### Canali televisivi (Trm)
| LCN | Canale         | Note       |
| --- | -------------- | ---------- |
| 94  | MED 1          | FTA (HDTV) |
| 96  | TELENOVA       | FTA (HDTV) |
| 110 | Video Calabria | FTA (HDTV) |
| 195 | Telejato       | FTA (HDTV) |

### Canali televisivi (Cominvest)
| LCN | Canale                          | Note          |
| --- | ------------------------------- | ------------- |
| 80  | TURISMO                         | FTA           |
| 82  | ANTENNA DEL MEDITERRANEO        | FTA           |
| 83  | GS CHANNEL                      | FTA (HDTV)    |
| 86  | ADN 24                          | FTA (HDTV)    |
| 88  | PRIMA TV                        | FTA (HDTV)    |
| 89  | TELESPAZIO MESSINA              | FTA (HDTV)    |
| 91  | EVENTI TV SICILIA               | FTA (HEVC SD) |
| 92  | TRADIZIONE TV ITALIA            | FTA           |
| 93  | PLAY TV                         | FTA (HEVC SD) |
| 94  | RADIO JUKEBOX TV                | FTA (HDTV)    |
| 95  | TV NEWS                         | FTA           |
| 98  | TELE 90                         | FTA           |
| 99  | BUSINESS CHANNEL                | FTA           |
| 114 | GUSTO TV ITALIA                 | FTA           |
| 117 | GRANDE ITALIA                   | FTA (HEVC SD) |
| 118 | PALERMO NEWS                    | FTA           |
| 175 | TV MOTORI                       | FTA           |
| 176 | VIDEO PALERMO                   | FTA           |
| 186 | CANALE 8 SOCIALE                | FTA (HDTV)    |
| 187 | CIURI CIURI TV                  | FTA           |
| 189 | CINQUESTELLE                    | FTA           |
| 191 | EURO TV                         | FTA           |
| 192 | TRINACRIA TV                    | FTA           |
| 193 | TELE VAL DI NOTO                | FTA           |
| 196 | TV AMICA                        | FTA           |
| 197 | TV ALFA                         | FTA           |
| 198 | TV ALFA COMUNITA'               | FTA           |
| 210 | TMC TELEMONDO CENTRALE FAMIGLIA | FTA           |
| 211 | MEDIA SUD                       | FTA           |
| 212 | SOLE SICILIA TV                 | FTA           |

### Canali televisivi (Tgs)
| LCN | Canale             | Note       |
| --- | ------------------ | ---------- |
| 19  | RTP TV HD          | FTA (HDTV) |
| 75  | OndaTV Giovani     | FTA (HDTV) |
| 76  | VINTAGE RADIO TV   | FTA (HDTV) |
| 84  | SICILIA 24         | FTA (HDTV) |
| 89  | Telespazio Messina | FTA (HDTV) |
| 96  | BELLA TV           | FTA (HDTV) |
| 113 | TCF TV             | FTA (HDTV) |
| 180 | Radio Taormina TV  | FTA (HDTV) |
| 182 | GDS TV             | FTA (HDTV) |
| 183 | Stretto TV         | FTA (HDTV) |
| 184 | DOC TV             | FTA (HDTV) |
| 194 | TGR                | FTA (HDTV) |
| 195 | TELEBRONTE         | FTA (HDTV) |
| 213 | Live               | FTA        |